# Кулюшевское (сельское поселение)
Кулюшевское сельское поселение — упразднённое муниципальное образование со статусом сельского поселения в Каракулинском районе Удмуртии Российской Федерации.
Административный центр — село Кулюшево.
Законом от 27 мая 2021 года № 54-РЗ к 10 июня 2021 года упразднено в связи с преобразованием муниципального района в муниципальный округ.

## История
Статус и границы сельского поселения установлены законом Удмуртской Республики от 23.11.2004 N 69-РЗ «Об установлении границ муниципальных образований и наделении соответствующим статусом муниципальных образований на территории Каракулинского района Удмуртской Республики».

## Население
| 2010 | 2012 | 2013 | 2014 | 2015 | 2016 | 2017 |
| ---- | ---- | ---- | ---- | ---- | ---- | ---- |
| 788  | ↘786 | ↘777 | ↘767 | ↘740 | ↘721 | ↘713 |
| 2018 | 2019 | 2020 |      |      |      |      |
| ↘684 | ↘678 | ↘662 |      |      |      |      |

## Состав сельского поселения
| № | Населённый пункт | Тип населённого пункта       | Население |
| - | ---------------- | ---------------------------- | --------- |
| 1 | Гремячево        | деревня                      | ↘93       |
| 2 | Кулюшево         | село, административный центр | ↗333      |
| 3 | Усть-Сакла       | деревня                      | →360      |